# Kerry Louise
Kerry Louise (Lincolnshire, Inglaterra; 26 de abril de 1983) es una actriz pornográfica, bailarina y modelo erótica británica.

## Biografía
Kerry Louise nació en abril de 1986 en la ciudad inglesa de Lincolnshire, situada en la región de East Midlands, en una familia de origen alemán. Tras su etapa estudiantil, trabajó en diversos puestos, como el de atención al cliente en una entidad bancaria. En 2004, con 18 años, comenzó su carrera como modelo de glamour.
Debutó en la industria cinematográfica en 2009, a los 26 años de edad, con una escena para la productora británica Killergram. Además de empezar su etapa como actriz porno, también trabajó como modelo erótica y escolta, trasladándose a Estados Unidos, donde ha realizado parte de su carrera.
Como actriz ha trabajado para productoras como Bluebird Films, 21Sextury, Pure Play Media, New Sensations, Immoral Productions Elegant Angel, Digital Playground o Evil Angel, entre otras.
Además, ha trabajado para varios sitios web como Bang Bros, Brazzers, BlacksOnBlondes, Twistys o Naughty America.
En 2011 obtuvo dos nominaciones en los Premios AVN en las categorías de Artista femenina extranjera del año y Mejor escena de sexo en grupo por Bonny & Clide.
En julio de ese mismo año decidió dar un parón en su carrera como actriz porno para dedicarse a trabajar como monitora de fitness. No obstante, regresó en enero de 2014.
Algunas películas de su filmografía son Assmazons, Busty Sweethearts, Cougar High, Heels and Whores, Informers, Just U and Me, MILF's Tale 2, No Love Lost, Panties Down, Rack Jobs o UK Biggest Boobs.
Ha rodado más de 230 películas como actriz.

## Premios y nominaciones
| Año  | Ceremonia   | Resultado | Premio                              | Trabajo       |
| ---- | ----------- | --------- | ----------------------------------- | ------------- |
| 2011 | Premios AVN | Nominada  | Artista femenina extranjera del año | —             |
| 2011 | Premios AVN | Nominada  | Mejor escena de sexo en grupo       | Bonny & Clide |